# Бели (Московская область)
Бели — деревня в сельском поселении Клементьевское Можайского района Московской области. До реформы 2006 года относилась к Павлищевскому сельскому округу. Численность постоянного населения по Всероссийской переписи 2010 года — 3 человека. Однако на данный момент эта информация не актуальна, и постоянных жителей больше.
Деревня расположена на северо-востоке района, примерно в 13 км к северо-западу от Можайска, на суходоле — безлесной возвышенности, высота над уровнем моря 210 м. Ближайшие населённые пункты — Аксаново на юго-западе и Збышки на востоке.
Из интересных фактов можно отметить, что в центре деревни находится пожарный пруд, однако сейчас он полностью пересох. Также есть ещё несколько прудов: 2 в поле, 1 за деревней. Но они либо высохли, либо заболоченные.